# Ottavio Rinuccini

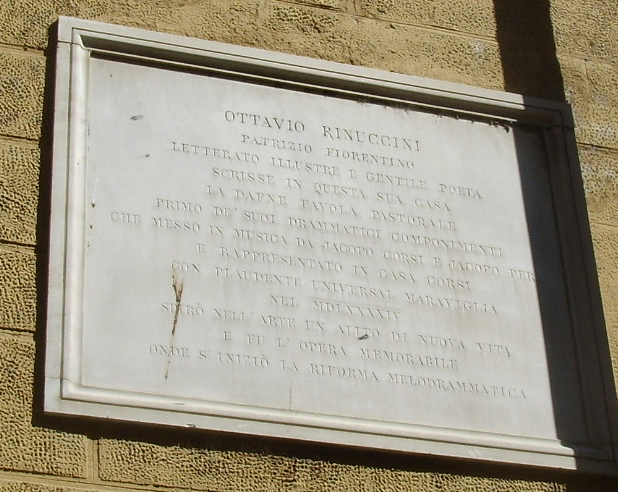
Targa a Ottavio Rinuccini, via de' Rustici, Firenze

Ottavio Rinuccini (Firenze, 20 gennaio 1563  – Firenze, 28 marzo 1621) è stato un librettista e poeta italiano.

## Biografia
Ottavio Rinuccini, poeta e letterato di nobili origini, fu membro dell'Accademia Fiorentina, e in seguito dell'Accademia degli Alterati, dove si discutevano varie teorie relative alla rappresentazione drammatica.
Sebbene non sembrano sussistere prove evidenti della sua effettiva appartenenza alla Camerata dei Bardi, conobbe il conte Bardi, anch'egli membro degli Alterati, collaborando con lui nel 1589. Cooperò anche con Jacopo Peri e Jacopo Corsi per la messa in musica della Dafne, realizzata secondo il nuovo stile recitativo.
A Rinuccini si devono i primi libretti della storia del melodramma:
- Dafne, del 1598, musicata da Jacopo Corsi e Jacopo Peri (nel 1608 musicata da Marco da Gagliano col nome La Dafne).
- Euridice, del 1600, musicata da Jacopo Peri (Euridice (Peri)) e da Giulio Caccini (Euridice (Caccini)).
- Arianna, musicata nel 1608 da Claudio Monteverdi.
- Il ballo delle ingrate, musicata nel 1608 da Claudio Monteverdi.

E gran parte dei testi per: Intermedii et Concerti per le nozze di Don Ferdinando Medici e di Madama Christina di Lorena (Intermedi della Pellegrina)
Sull'esempio di Tasso, Guarini, Chiabrera e della lirica francese (per qualche anno infatti fu in Francia, alla corte di Enrico IV), compose anche una raccolta di Poesie, pubblicate postume nel 1622.